# Syrrhopodon armatispinosus
Syrrhopodon armatispinosus là một loài rêu trong họ Calymperaceae. Loài này được P.J. Lin mô tả khoa học đầu tiên năm 1979.